# Feudo di Cozoro
Il feudo di Cozoro è un antico feudo della Chiesa di Aquileia dell'Istria nella provincia di Albona, conosciuto anche come Feudo di Cozur. Il 24 ottobre del 1341 il Patriarca Bertrando di San Genesio lo intestò a Pietro Davanzo di Firenze per premiarlo della sua fedeltà. Costui diede origine alla nobile stirpe dei Davanzo di Cozur.

## Fonti
- L'Istria: note storiche - Pagina 175[1]
- Atti della cancelleria dei patriarchi di Aquileia (1265-1420) - Pagina 159[2]
- Archeografo Triestino - Pagina 55[3]
- Bertrando di Saint-Geniès patriarca di Aquileia (1334-1350)[4]
- History - 1000 to 1799 AD - Istria on the Internet[5]
- Codice diplomatico Istriano: 1301-1450[6]